# Samsung Galaxy A41
Il Samsung Galaxy A41 è uno smartphone di fascia medio-bassa prodotto da Samsung, facente parte della serie Samsung Galaxy A.

## Caratteristiche tecniche

### Hardware
Il Galaxy A41 è uno smartphone con form factor di tipo slate, le cui dimensioni sono di 149,9 × 69,8 × 7,9 millimetri e pesa 152 grammi.
Il dispositivo è dotato di connettività GSM, HSPA, LTE, di Wi-Fi 802.11 a/b/g/n/ac dual-band con supporto a Wi-Fi Direct e hotspot, di Bluetooth 5.0 con A2DP e LE, di GPS con A-GPS, BDS, GALILEO e GLONASS, di NFC e di radio FM. Ha una porta USB-C 2.0 e un ingresso per jack audio da 3,5 mm. È stato commercializzato sia in versione mono che dual SIM.
È dotato di schermo touchscreen capacitivo da 6,1 pollici di diagonale, di tipo Super AMOLED con aspect ratio 20:9, angoli arrotondati e risoluzione Full HD+ 1080 × 2400 pixel (densità di 431 pixel per pollice). Il frame laterale e il retro sono in plastica.
La batteria al litio-polimero da 3500 mAh non è removibile dall'utente. Supporta la ricarica rapida a 15 watt.
Il chipset è un MediaTek Helio P65 (MT6768). La memoria interna di tipo eMMC 5.1 è di 64 GB, mentre la RAM è di 4 GB.
La fotocamera posteriore ha un sensore principale da 48 megapixel, con apertura f/2.0, uno da 8 MP grandangolare e uno da 5 MP di profondità, è dotata di autofocus PDAF, modalità HDR e flash LED, in grado di registrare al massimo video full HD a 30 fotogrammi al secondo, mentre la fotocamera anteriore è singola da 25 megapixel.

### Software
Il sistema operativo è Android, in versione Android 10. Ha l'interfaccia utente One UI 2.1, aggiornata a dicembre 2020 alla versione 2.5.
Dalla fine di aprile 2021 inizia a ricevere Android 11 con One UI 3.1, mentre da maggio 2022 comincia a ricevere Android 12 con One UI 4.1.